# Министерство иностранных дел Таиланда
Министерство иностранных дел Таиланда (тайск. กระทรวงการต่างประเทศ; Krasuang Кан Тан Prathet; Abrv: МИД) является государственным департаментом внешних сношений Таиланда. Министерство возглавляет министр иностранных дел, который также является членом Кабинета министров Таиланда. Министр иностранных дел назначается премьер-министром страны. Министерство разрабатывает и осуществляет внешнюю политику Королевства Таиланд. Министерство контролирует и поддерживает тайские дипломатические миссии по всему миру.
Стратегическим планом современной внешней политики страны является: обеспечение хороших отношений с соседними странами и регионами Юго-Восточной Азии, содействие конструктивной роли Таиланда в АСЕАН, обеспечение конкурентоспособности и экономического сотрудничества.

## История
До создания Министерства иностранных дел внешние сношения страны осуществлялись преимущественно её абсолютными монархами.
В период Королевства Аюттайя (1351—1767) внешними связями страны занималось министерство финансов "Кром Пхра Хланг" (тайск. กรมพระคลัง). Его руководителем был "Phra Khlang" (тайск. พระคลัง) или "Barcelon". Известным сиамским послом XVII века во Франции был Коса Пан, его брат Лек (เหล็ก) занимал пост посла до него. Вскоре в стране было создано учреждение под названием "Kromma Tha" (тайск. กรมท่า  «Port Department»), в ведении которого были внешние сношения страны.
В период Королевства Раттанакосин или Королевство Сиам (1782—1932) большинство функций учреждения «Port Department» были сохранены. Чау-Фая-Фракланг в ранге  Государственного министра по поручению сиамского монарха династии Чакри, Чессадабодиндры, вёл переговоры по заключению Сиамско-Американского Договора о дружбе и торговле 1833 года с Эдмундом Робертсом, министром Соединенных Штатов в годы президентства Эндрю Джексона.
В 1840 году Монгкут, будущий король, основал Министерством иностранных дел Королевства Сиам, которое управлялось непосредственно королем. Первым министром иностранных дел Сиама в 1871 году стал назначенный королем Чулалонгкорном — Чао Прайя Бханувонг. В 1881 году его сменил Devavongse Varoprakarn. Известный в настоящее время как "отец тайской дипломатии", он реорганизовал и модернизировал Министерство, чтобы привести его в соответствие стандартам XIX века. Министерство иностранных дел тогда находилось во Дворце Саранром, к востоку от Большого Дворца. Министерство состояло из семи подразделений:
- Министерский отдел;
- Отдел заместителя секретаря;
- Отдел переводов;
- Отдел приема;
- Разделение финансов;
- Дипломатический отдел;
- Консульский отдел.

### Советники по иностранным делам
С 1892 по 1924 году в Сиамском правительстве работали Советники по иностранным делам — квалифицированные специалисты в области международного права: 
- Густав Ролен-Жакмэн,  ученый-правовед, занимал должность советника с 1892 по 1902 год.
- Эдвард Штробель, профессор международного права[4][5]

### Реорганизация
После Сиамской революции 1932 года Министерство иностранных дел перешло под контроль правительства, а сам министр иностранных дел стал членом конституционного правительства Сиама. Первым министром в рамках новой системы был Прайя Шри Висарн Вача.

## Состав министерства

Печать Министерства иностранных дел Таиланда

В 1992 году  большинство подразделений Министерства иностранных дел переехало в здание, расположенное по адресу:  Sri Ayutthaya Building, 443 Sri Ayutthaya Rd., Ratchathewi, Бангкок. Ранее это здание занимала военно-политическая Организация Договора Юго-Восточной Азии (СЕАТО). В новом здании разместились подразделения министерства:

### Администрация
- Канцелярия министра
- Канцелярия постоянного секретаря

### Функциональные подразделения
- Департамент по консульским вопросам
- Департамент протоколов
- Международное агентство по сотрудничеству в целях развития Таиланда
- Кафедра международных экономических отношений
- Отдел договоров и юридических дел
- Департамент информации
- Департамент международных организаций

### Региональные подразделения
- Департамент европейских дел
- Департамент Америки и южной части Тихого океана
- Департамент АСЕАН (по сотрудничеству в рамках АСЕАН; двусторонним отношениям между Таиландом и членами АСЕАН Восточно-Азиатского отдела)
- Департамент по делам Восточной Азии
- Департамент Южной Азии, Ближнего Востока и Африки

## Министры иностранных дел
В разное время министерство иностранных дел Таиланда возглавляли: 
- 1871—1881: Чао Фья Бхануонгсе Маха Косатибоди (тайск. เจ้าพระยาภาณุวงศ์ มหาโกษาธิบดี (๒๔๑๘-๒๔๒๘));
- 1881—1923: Принц Девагонсе Варопакарн (тайск. สมเด็จพระเจ้าบรมวงศ์เธอ กรมพระยาเทวะวงศ์วโรปการ (๑๒ มิถุนายน ๒๔๒๘-๒๔ มิถุนายน ๒๔๖๖));
- 1924—1932: Принц Девагонсе Варотай (тайск. พระวรวงศ์เธอกรมหมื่นเทวะวงศ์วโรทัย (๑ เมษายน ๒๔๖๗-๙ มิถุนายน ๒๔๗๕));
- 1932—1933: Пья Шривисаравая; (тайск. นายศรีวิสาร ฮุนตระกูล (พระยาศรีวิสารวาจาี)(๒๙ มิถุนายน ๒๔๗๕ — ๒๔ มิถุนายน ๒๔๗๖))
- 1933—1934: Пья Абибанраджамаитри;   (тайск. นายต่อม บุนนาค (พระยาอภิบาลราชไมตรี) (๑ กันยายน ๒๔๗๖-๒๒ กันยายน ๒๔๗๗))
- 1934—1935: Пхахон Пхаюхасена; (тайск. นายพลโทพจน์ พหลโยธิน (พระยาพหลพลพยุหเสนา) (๒๒ กันยายน ๒๔๗๗-๑ สิงหาคม ๒๔๗๘))
- 1935—1936: Пья Срисена; (тайск. นายศรีเสนา สมบัติคีรี (พระยาศรีเสนา)(๑ สิงหาคม ๒๔๗๘-๑๒ กุมภาพันธ์ ๒๔๗๙))
- 1936—1938: Приди Паномионг;  นายปรีดี พนมยงค์ (หลวงประดิษฐ์มนูธรรม)(๑๒ กุมภาพันธ์ ๒๔๗๙-21 ธันวาคม ๒๔๘๑)
- 1938—1939: Чао Пья Шридхармадбез; นายจิตร์ ณ สงขลา (เจ้าพระยาศรีธรรมาธิเบศ) (๒๐ ธันวาคม ๒๔๘๑-๑๔ กรกฎาคม ๒๔๘๒)
- 1939—1941: Пибун Сонгкрам;  จอมพล ป. พิบูลสงคราม (๑๔ กรกฎาคม ๒๔๘๒-๒๒ สิงหาคม ๒๔๘๔, ๑๕ ธันวาคม ๒๔๘๔ — 19 มิถุนายน ๒๔๘๕)
- 1941: Дирек Джаянама;   นายดิเรก ชัยนาม (๒๒ สิงหาคม ๒๔๘๔-๑๔ ธัันวาคม ๒๔๘๔)
- 1941—1942: Пибун Сонгкрам; จอมพล แปลก พิบูลสงคราม
- 1942—1943: Уичит Вичитватакан;  นายวิจิตร วิจิตรวาทการ (๑๙ มิถุนายน ๒๔๘๕-๑๘ ตุลาคม ๒๔๘๖)
- 1943—1944: Дирек Джаянама;  ดิเรก ชัยนาม
- 1944—1945 годы: Шрисена Сампатисири;
- 1945—1946: Сени Прамот; ม.ร.ว. เสนีย์ ปราโมช (๒ กุมภาพันธ์ ๒๔๘๙ — ๒๔ มีนาคม ๒๔๘๙)
- 24.03.1946—06.02.1947: Дирек Джаянама;
- 1947: Дамронг Навасават;  พลเรือตรีถวัลย์ ธำรงนาวาสวัสดิ์ (หลวงธำรงนาวาสวัสดิ์) (๖ กุมภาพันธ์ ๒๔๙๐-๓๑ พฤษภาคม ๒๔๙๐)
- 1947: Архакитти Баномионг; นายอรรถกิจ พนมยงค์ (หลวงอรรถกิติกำจร) (๓๑ พฤษภาคม ๒๔๙๐-11 พฤศจิกายน ๒๔๙๐)
- 1947—1948: Пья Шривисаравая;
- 1948—1949: Придисепонг Девакул; พลตรี ม.จ. ปรีดิเทพย์พงษ์ เทวกุล (๑๕ เมษายน ๒๔๙๑-๒๙ มิถุนายน ๒๔๙๒)
- 1949: Плаек Пибулсонкрам;
- 1949—1950: Пот Сарасин;    นายพจน์ สารสิน (๑๓ ตุลาคม ๒๔๙๒-๑ มีนาคม ๒๔๙๓)
- 1950—1952: Вакаран Банча; นายวรการบัญชา (บุญเกิด สุตันตานนท์) (๑ มีนาคม ๒๔๙๓ — ๒๘ มีนาคม ๒๔๙๕)
- 1952—1958: Принц Ван Вайтайакон;   พระเจ้าวรวงศ์เธอ กรมหมื่นนราธิปพงศ์ประพันธ์ (๒๘ มีนาคม ๒๔๙๕-๒๓ เมษายน ๒๕๐๐, ๑ มกราคม ๒๕๐๑-๒๐ ตุลาคม ๒๕๐๑)
- 10.02.1959—17.11.1971: Танат Хоман; นายถนัด คอมันตร์ (๑๐ กุมภาพันธ์ ๒๕๐๒-๑๗ พฤศจิกายน ๒๕๑๔)
- 1972—1973 годы: Таном Киттикахорн;  จอมพลถนอม กิตติขจร (๑๙ ธันวาคม ๒๕๑๕-๑๔ ตุลาคม ๒๕๑๖)
- 1973—1975 годы: Чарунфан Исарангун На Аютайя; นายจรูญพันธ์ อิศรางกูร ณ อยุธยา (๑๗ พฤศจิกายน ๒๕๑๔-๑๘ ธันวาคม ๒๕๑๕, ๑๖ ตุลาคม ๒๕๑๖ — ๒๑ กุมภาพันธ์ ๒๕๑๘)
- 1975: Бхичай Раттакул;
- 1975—1976: Чатичай Чунхаван;  พลตรีชาติชาย ชุณหวัณ ๑๗ มีนาคม ๒๕๑๘-๒๑ เมษายน ๒๕๑๙
- 1976: Бхичай Раттакул;   นายพิชัย รัตตกุล (๒๑ เมษายน ๒๕๑๙-๖ ตุลาคม ๒๕๑๙)
- 1976—1980 годы: Упадит Пачариянкул;  นายอุปดิศร์ ปาจรียางกูร (๒๒ ตุลาคม ๒๕๑๙-๑๑ กุมภาพันธ์ ๒๕๒๓)
- 1980—1990: Ситти Саветсила;  พลอากาศเอก สิทธิ เศวตศิลา (๑๑ กุมภาพันธ์ ๒๕๒๓-๒๖ สิงหาคม ๒๕๓๓)
- 1990: Субин Пинкаян;  นายสุบิน ปิ่นขยัน (๒๖ สิงหาคม ๒๕๓๓-๑๔ ธันวาคม ๒๕๓๓)
- 1990—1991: Архит Орайрат;    นายอาทิตย์ อุไรรัตน์ (๑๔ ธันวาคม ๒๕๓๓-๒๓ กุมภาพันธ์ ๒๕๓๔)
- 1991—1992 годы: Арса Сарасин;  นายอาสา สารสิน (๖ มีนาคม ๒๕๓๔-๒๑ เมษายน ๒๕๓๕)
- 1992: Понгпол Адирексарн;   นายปองพล อดิเรกสาร (๒๒ เมษายน ๒๕๓๕-๑๕ มิถุนายน ๒๕๓๕)
- 1992: Арса Сарасин;
- 1992—1994 годы: Прасонг Сонсири;  นาวาอากาศตรี ประสงค์ สุ่นศิริ (๒ ตุลาคม ๒๕๓๕-๒๕ ตุลาคม ๒๕๓๗)
- 1994—1995 годы: Таксин Чиннават; พันตำรวจโท ทักษิณ ชินวัตร (๒๕ ตุลาคม ๒๕๓๗-๑๐ กุมภาพันธ์ ๒๕๓๘)
- 1995: Красае Чанавонсе;    นายแพทย์กระแส ชนะวงศ์ (๑๖ กุมภาพันธ์ ๒๕๓๘-๑๙ พฤษภาคม ๒๕๓๘)
- 1995—1996 годы: Касем С. Касемри;  ม.ร.ว. เกษมสโมสร เกษมศรี (๒๐ พฤษภาคม ๒๕๓๘-๒๗ พฤษภาคม ๒๕๓๙)
- 1996: Амнуэй Вираван; นายอำนวย วีรวรรณ (๒๘ พฤษภาคม ๒๕๓๙-๑๔ สิงหาคม ๒๕๓๙)
- 1996—1997: Прачуаб Чайясян;  นายประจวบ ไชยสาส์น (๒๙ พฤศจิกายน ๒๕๓๙-๒๔ ตุลาคม ๒๕๔๐)
- 1997—2001 годы: Сурин Питсуван;  นายสุรินทร์ พิศสุวรรณ (๑๔ พฤศจิกายน ๒๕๔๐-๑๗ กุมภาพันธ์ ๒๕๔๔)
- 2001—2005: Суракиарт Сатиратэй;  นายสุรเกียรติ์ เสถียรไทย (๑๗ กุมภาพันธ์ ๒๕๔๔-๑๐ มีนาคม ๒๕๔๘)
- 2005—2006: Кантати Супамонхон;  นายกันตธีร์ ศุภมงคล (๑๑ มีนาคม ๒๕๔๘-๑๘ กันยายน ๒๕๔๙)
- 2007—2008: Нитья Пибулсонгграм;  นายนิตย์ พิบูลสงคราม (๘ ตุลาคม ๒๕๔๙-๖ กุมภาพันธ์ ๒๕๕๑)
- 2008: Ноппадол Паттама; นายนพดล ปัทมะ (๖ กุมภาพันธ์ ๒๕๕๑-๒๓ กรกฎาคม ๒๕๕๑)
- 2008: Тей Буннаг;  นายเตช บุนนาค (๒๖ กรกฎาคม ๒๕๕๑ — ๓ กันยายน ๒๕๕๑)
- 2008: Сарой Чаванавирадж;  นายสาโรจน์ ชวนะวิรัช (๗ — ๙ กันยายน ๒๕๕๑)
- 2008: Сампонг Аморнвиват; นายสมพงษ์  อมรวิวัฒน์ (๒๔ กันยายน — ๙ ธันวาคม ๒๕๕๑)
- 20.12.2008—09.08.2011: Касит Пиром;   นายกษิต   ภิรมย์ (๒๐ ธันวาคม ๒๕๕๑ — ๙ สิงหาคม ๒๕๕๔)
- 2011—2014: Сурапонг Товичхаикул;
- 2014: Фонгтеп Сепканжияна;
- 2014—2015: Санасак Патимапракорн;
- 2015 — настоящее время: Дон Прамудвина.